# Tatosoma transitaria
Tatosoma transitaria är en fjärilsart som beskrevs av Walker 1862. Tatosoma transitaria ingår i släktet Tatosoma och familjen mätare. Inga underarter finns listade i Catalogue of Life.